# Heriaeus crassispinus
Heriaeus crassispinus là một loài nhện trong họ Thomisidae.
Loài này thuộc chi Heriaeus. Heriaeus crassispinus được George Newbold Lawrence miêu tả năm 1942.